# Elecciones del Consejo Regional de Reunión de 1998
Las elecciones del Consejo Regional se celebraron en Reunión en 1998 como parte de las elecciones regionales francesas. La alianza Partido Comunista de Reunión - Partido Socialista - Divers gauche emergió como la facción más grande en el Consejo, ganando 19 de los 45 escaños.

## Resultados
|  | 31.94 % |

|  | 15.04 % |

|  | 14.21 % |

|  | 10.02 % |

|  | 7.43 % |

|  | 2.47 % |

|  | 1.50 % |

|  | 1.37 % |

|  | 1.27 % |

|  | 1.10 % |

|  | 1.00 % |

|  | 0.84 % |

|  | 0.77 % |

|  | 0.43 % |

|  | 10.60 % |

- Datos: Q18720426

1. ↑  «Élections régionales et départementales La Réunion». www.france-politique.fr. Consultado el 20 de marzo de 2023.